# 宋学义
宋学义（1918年—1971年6月26日），河南省沁阳市王曲乡北孔村人，是“狼牙山五壮士”之一。当时，他23岁左右。
1941年9月25日，成功掩护了狼牙山地区群众和大部队转移的五壮士，在弹尽粮绝的情况下，“誓死不当俘虏”纷纷跳下悬崖。宋学义和葛振林被半山腰的树丛挂住得以生还。后被授予上书“坚决顽强”四字的五星奖章。
抗战及内战结束后，宋在当地带领农民实行了农田盐碱改造，多年任县委委员、公社党委委员和北孔村生产大队党支部书记，由于腰伤重残，干不动重农活，作为支书总是背着粪筐在全村到处走拾粪。先后出席了1959年5月“全国烈军属和残废、复员、退伍、转业军人社会主义建设积极分子大会”，1960年4月的全国民兵英雄代表大会，1969年赴北京为中国共产党第九次代表大会代表。1971年6月26日在郑州因肝癌病逝。遗体安葬在沁阳烈士陵园。1979年6月25日被河南省革命委员会追认为革命烈士。2008年，李桂荣去世。二人共生育8名子女。
宋学义生前长期使用的内置钢板的皮质腰托（“腰卡”）作为一级革命文物，保存在沁阳市博物馆。 宋学义的革命事迹与有关文物在沁阳市革命烈士事迹纪念馆长期陈列展出。宋学义故居1983年8月被原沁阳县人民政府公布为“重点文物保护单位”；2008年，宋学义故居被公布为河南省第五批重点文物保护单位。2009年9月10日，“狼牙山五壮士”当选“100位为新中国成立作出突出贡献的英雄模范人物”。

## 其他
2014年12月初讲述著名抗日英雄狼牙山五壮士之一宋学义烈士故事的红色主旋律电影《勋章》在烈士故乡河南省沁阳市开机拍摄。由刘小宁执导，著名演员刘佩琦饰演宋学义，并作为纪念抗日战争胜利70周年献礼片预计于2015年夏季上映。《勋章》讲述的是宋学义复员回乡后，以村党支部书记的身份带领群众艰苦创业的故事。 
河南沁阳市宋学义中学，以他的名字命名，并建有全身雕像。